# United States Penitentiary, Marion
United States Penitentiary, Marion (USP Marion) är ett federalt fängelse som ligger i Williamson County, Illinois i USA, cirka 14 kilometer söder om staden Marion. Den tar emot manliga intagna inom den södra federala jurisdiktionen i delstaten Illinois. Anstalten drivs av den federala myndigheten Federal Bureau of Prisons (BOP). USP Marion har totalt 1 270 intagna, 1 084 på medel säkerhet medan 186 är på låg säkerhet, för den 5 juni 2020.
Fängelset uppfördes 1963 för att ersätta den nedstängda fängelset Alcatraz i San Francisco i Kalifornien. Anstalten var byggt som ett högriskfängelse och hade plats för 500 intagna, som ansågs vara för farliga att ha på andra federala anstalter. Den 22 oktober 1983 mördades två kriminalvårdare av Thomas Silverstein, som beskrevs som den farligaste intagna i hela USA:s fängelsesystem och var då högt uppsatt ledare inom Aryan Brotherhood, respektive Clayton Fountain, en underhuggare i organisationen. Detta resulterade i dels att BOP omvandlade USP Marion till ett isoleringsfängelse i att förvara och isolera samtliga intagna i sina celler och de inte fick röra sig fritt som tidigare. Dels att USA uppförde ett renodlat isoleringsfängelse i ADX Florence i Fremont County, Colorado 1994. 2006 beslutade BOP att USP Marion skulle bli nedgraderad från att vara ett högriskfängelse till ett fängelse med medel säkerhet.
Personer som har suttit på USP Marion är bland andra Mohamed Rashed Daoud Al-Owhali, Viktor But, John Gotti, Manuel Noriega, Pete Rose och Cesar Sayoc.